# 6132 Danielson
6132 Danielson (1990 QY3) là một tiểu hành tinh vành đai chính được phát hiện ngày 22 tháng 8 năm 1990 bởi Holt, H. E. ở Palomar.